# Louzignac
Louzignac är en kommun i departementet Charente-Maritime i regionen Nouvelle-Aquitaine i västra Frankrike. Kommunen ligger  i kantonen Matha som ligger i arrondissementet Saint-Jean-d'Angély. År 2022 hade Louzignac 172 invånare.

## Befolkningsutveckling
Antalet invånare i kommunen Louzignac
Referens:INSEE